# Liberty 12
Liberty 12 byl americký letecký motor vyráběný od konce roku 1917.

## Historie

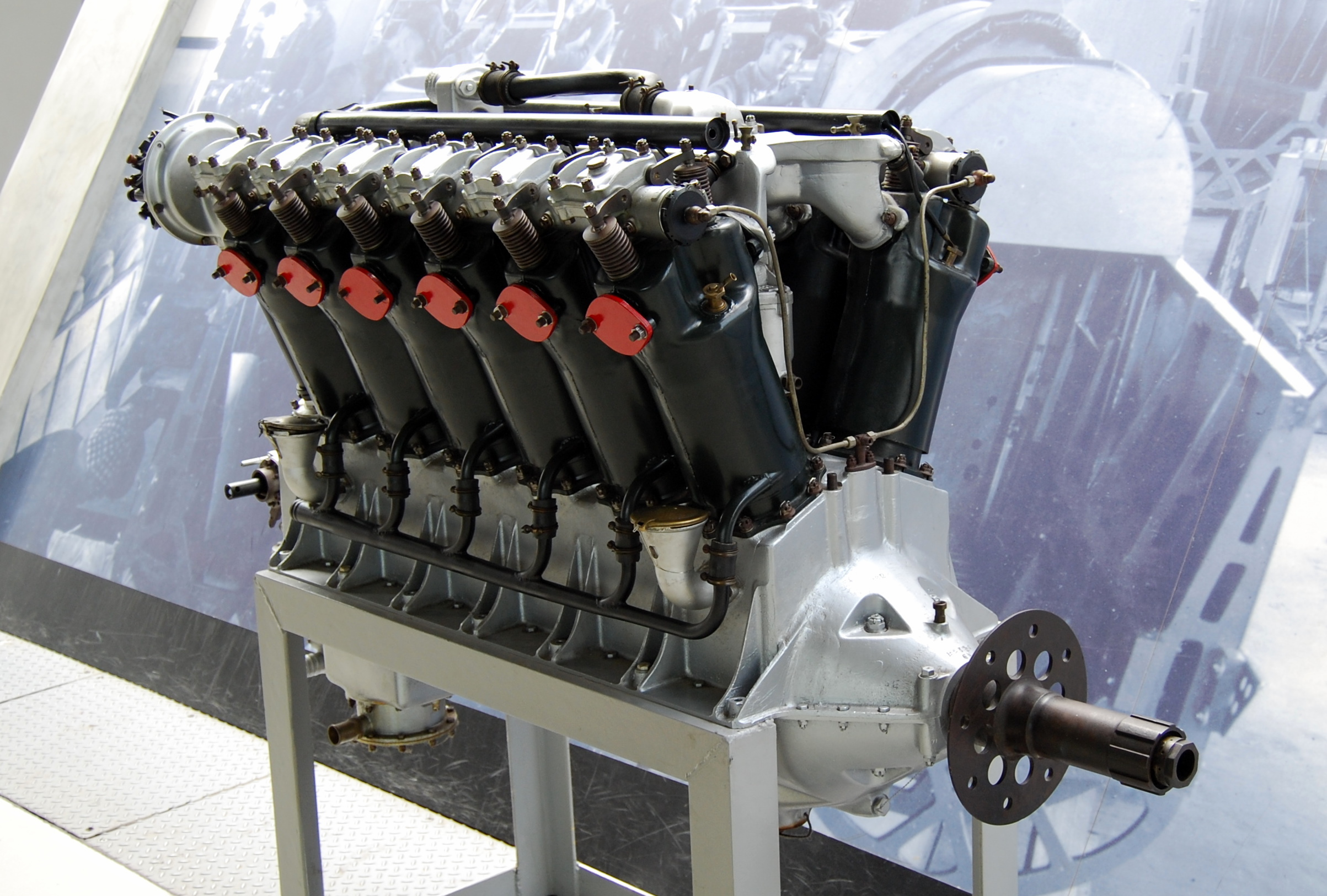
Skvěle zrestaurovaný motor Liberty 12

Liberty 12 byl americký letecký motor vyráběný od konce roku 1917. Vyvinut byl na základě vládní zakázky na stavbu leteckého motoru, protože v USA tehdy neexistoval dostatečně výkonný motor vhodný k pohonu vojenských letounů, což se po vstupu Spojených států do první světové války stalo vážným problémem. Američané se nechtěli uchylovat k výrobě některé cizí konstrukce v licenci (vedle výdajů na placení licenčních poplatků, zvyšujících konečnou cenu motoru), navíc šlo i o věc národní prestiže. Proto americké námořnictvo i armáda přišla s požadavky, jejichž výsledkem měla být konstrukce domácího leteckého motoru. Požadované technické parametry byly upřesněny koncem května 1917 během schůzky „spojeného armádního a námořního technického odboru“ (Joint Army and Navy Technical Board), která se konala ve Washingtonu.
Při vývoji a výrobě motoru se spojilo několik předních odborníků a firem pracujících v oboru pístových spalovacích motorů, konstrukce (která byla navržena během pouhých pěti dnů!) byla dílem Jesse G. Vincenta a G. E. J. Halla (z firem Packard Company a Hall-Scott Motor Company). Zakázka zněla na stavbu deseti prototypů, po pěti v osmi- a dvanáctiválcové verzi. První osmiválec byl firmou Packard předán 3. července 1917, 25. srpna 1917 motor v provedení Liberty 12 (vidlicový dvanáctiválec) dokončil předepsaný padesátihodinový test. První sériové motory byly postaveny v prosinci 1917, na výrobě se podílely automobilky Lincoln Motor Co., Packard Co., Nordyke & Marmon, Ford, Buick, Cadillac, Trego Motors a Willys-Overland. Do příměří v listopadu 1918 bylo předáno 15 572 motorů Liberty.
Licenci na dvanáctiválcové provedení motoru Liberty roku 1923 zakoupilo tehdejší sovětské Rusko, spolu s licencí zároveň získalo i kompletní výrobní vybavení. Motor tam byl vyráběn pod označením M-5. První snahy o zavedení výroby ovšem byly o rok starší. Sovětská armáda ukořistila řadu letadel D.H.9A (později, po konci občanské války a zahraničních intervencí, Rusové v Británii zakoupili řadu draků D.H.9A a typ byl později v Rusku vyráběn jako R-1), poháněných právě tímto motorem, načež podle jednoho z kořistních motorů začala moskevská továrna IKAR (později továrna GAZ No. 2 a ještě později státní letecká továrna No. 24) připravovat výrobní podklady. (Vedle toho se uvažovalo o zadání výroby těchto motorů ruské pobočce firmy Junkers, která tehdy byla ve městě Fili nedaleko Moskvy. Šlo o továrnu, která byla na základě koncese v lednu 1923 předána německé firmě Junkers na dobu třiceti let.) Výroba se zpočátku rozbíhala jen zvolna, navíc část vybavení bylo nutno dovážet z ciziny (mj. karburátory, kompletní zapalování motoru a také zapalovací svíčky — pomocný letecký průmysl, specializovaný na jednotlivé technologicky náročné komponenty, teprve postupně vznikal), mimo to také zpočátku byly z USA dováženy i klikové hřídele, ty byly nakupovány za hotové u firem Packard a Atlas. Posléze se k továrně IKAR připojil i leningradský zbrojní závod BOLŠEVIK. Celkem bylo v Rusku vyrobeno 2829 motorů M-5. Později se motory upravovaly pro pohon tanků, montovaly se na typy BT-2 a BT-5. Mimo to Rusové také nakoupili značné množství motorů Liberty přímo v USA, nákupy pokračovaly až do konce dvacátých let minulého století. (Jeden z původních motorů Liberty, zakoupených Rusy, je dnes vystavován v Jizerskohorském technickém muzeu v obci Bílý Potok, objekt muzea spolu s Motorářskou strojírnou Šercl je v památkově chráněné budově bývalé přádelny Karla Bienerta. I tento kus historické techniky má zajímavou historii — motor Liberty 12, upravený jako tankový, byl na počátku války ukořistěn v Sovětském Svazu německou armádou — aby po válce zůstal v Československu a stal se součástí sbírek Vojenského historického ústavu, ovšem veřejné prezentace se dočkal až v Bílém Potoce.)

## Sériově vyráběné verze V12
- Liberty 12A (400 hp)
- Liberty 12N (350 hp, kompresní poměr snížený na 5,00)

## Letouny poháněné motory Liberty 12
Motor mj. poháněl letouny Airco D.H.9A, Caproni Ca.4, Caproni Ca.60, Curtiss NC, Airco D.H.10 Amiens či Handley Page H.P.12 O/400 (poslední byl poháněn motory Liberty 12N).

## Technická data

### Liberty 12A

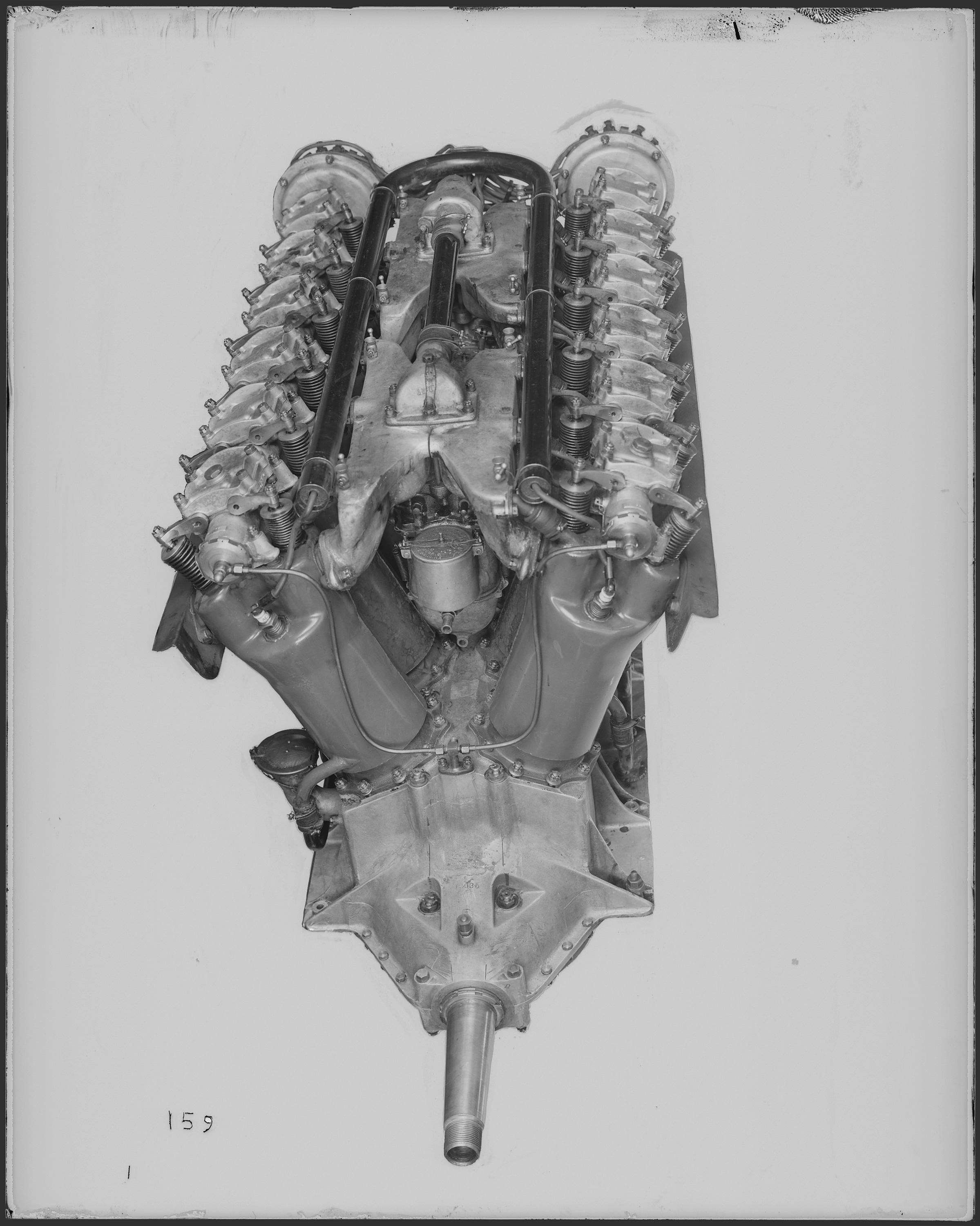
Pohled na motor Liberty zepředu

- Typ: pístový letecký motor, čtyřdobý zážehový vodou chlazený vidlicový dvanáctiválec (bloky válců svírají úhel 45 stupňů), s přímým náhonem na pravotočivou vrtuli
- Vrtání válce: 5,00 in (127 mm)
- Zdvih pístu: 7,00 in (177,8 mm)
- Celková plocha pístů: 1520 cm²
- Zdvihový objem motoru: 1649,34 cu.in. (27,028 litru)
- Rozvod dvouventilový, OHC
- Kompresní poměr: 5,42
- Mazání: oběžné, tlakové
- Zapalování magneta Delco
- Příprava směsi: dva dvojité karburátory typu Claudel-Hobson HC7 nebo Zenith 52
- Délka motoru: 1762 mm
- Šířka motoru: 683 mm
- Výška motoru: 1110 mm
- Hmotnost suchého motoru (tj. bez provozních náplní): 382,8 kg
- Výkony:
  - vzletový: 405 hp (302 kW) při 1650 ot/min
  - maximální: 420 hp (313,2 kW) při 1750 ot/min
    - (bylo dosaženo až 445 hp, tedy 331,8 kW, při 2000 ot/min)

  - Střední efektivní tlak (výkon 420 hp při 1750 ot/min): 0,795 MPa
  - Střední pístová rychlost (při 1750 ot/min): 10,372 m/sec
  - Výkon (kW) vztažený na plochu pístů (při 420 hp): 0,206 kW na cm²
  - Poměr hmotnost ÷ výkon (při 420 hp): 1,22 kg/kW